# Жюль Скальбер
Жюль Скальбер (фр. Jules Scalbert; 9 серпня 1851 – 1928) — художник, народився у Дуе, Франція, у 1851 році.

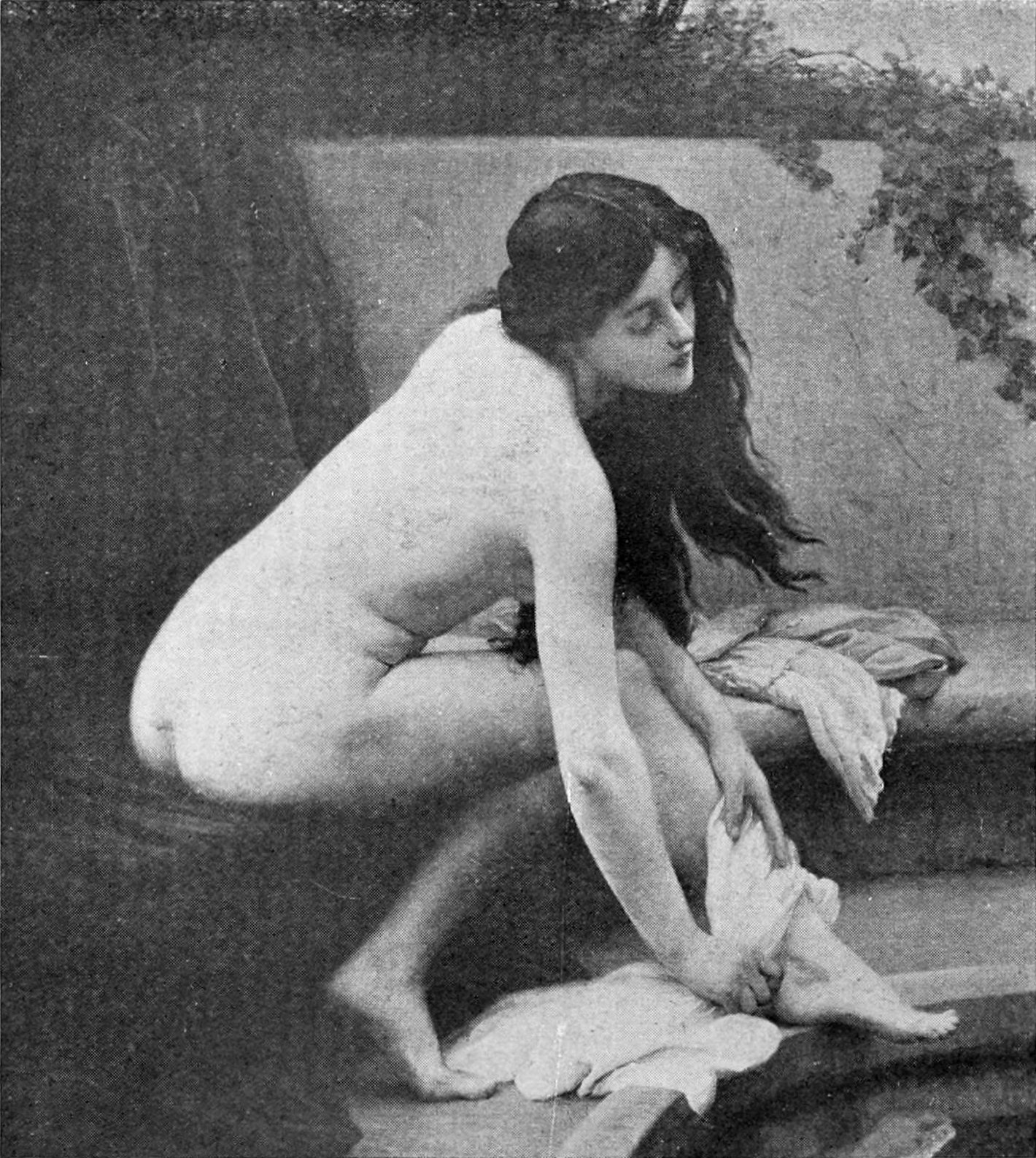
Купання, 1907.

Він був учнем Ісидора Пілса та Анрі Лемана. Зображував історичні та жанрові сцени, алегоричні сюжети, фігури, квіти, працював у техніці пастелі. Художник почав виставлятися в Паризькому салоні в 1876 році, потім показав свої роботи в Салоні французьких художників, членом якого він став у 1883 році. Скальбер отримав почесну нагороду в 1889 році, а також медалі в 1891 і 1901 роках. Його роботи досягають чудових цін. (до 80 000 доларів США) на міжнародних аукціонах.